# Timbre Hôtel de ville de Termonde renversé
Le timbre no 182a-Er, représentant l'Hôtel de ville de Termonde avec une erreur d'impression (dite du « centre renversé »), est un célèbre timbre belge datant de 1920.
Un seul feuillet de vingt-cinq de ce timbre fut vendu à Gand, le 13 août 1920. L'erreur ne fut remarquée alors qu'il ne restait que 7 timbres non-débités. Les philatélistes ne connaissent que 15 pièces neuves et 2 oblitérées. 
Ce timbre est, à ce jour, le timbre belge ayant la cote la plus élevée. En 2011, sa cote catalogue était de cent-mille euros.  